# ان‌جی‌سی ۱۲۷۵
ان‌جی‌سی ۱۲۷۵ (به انگلیسی: NGC 1275) (همچنین با Perseus A یا Caldwell 24 نیز شناخته می‌شود) یک کهکشان نوع ۱٫۵ سیفرت است و در فاصله ۲۳۷ میلیون سال نوری و در صورت فلکی برساووش قرار دارد. این کهکشان عضوی از خوشه کهکشانی بزرگ برساووش است.

## مشخصات
ان جی سی ۱۲۷۵ از دو کهکشان تشکیل شده است، یک کهکشان مرکزی نوع سی دی در خوشه برساووش و یک منظومه به اصطلاح سرعت بالا (HVS) که در مقابل آن قرار دارد. این منظومه با سرعت ۳۰۰۰ کیلومتر بر ثانیه به سمت کهکشان مرکزی حرکت می‌کند و اعتقاد بر این است که در حال ادغام با خوشه برساووش است. این کهکشان سرعت بالا، تأثیری بر کهکشان مرکزی ندارد زیرا حدود ۲۰۰ هزار سال نوری از آن فاصله دارد. با این حال نیروی کشندی منجر به تداخل شده و فشار سکون ناشی از برهمکنش با محیط درون خوشه‌ای برساووش، گاز موجود در آن را از بین می‌برد که این امر، از تشکیل ستاره‌های جدید جلوگیری می‌کند.
کهکشان مرکزی این خوشه شامل شبکه عظیمی از خطوط طیف نوری گسیلنده می‌باشد که ظاهراً توسط حباب‌های پلاسمای نسبیتی تولید شده توسط هسته فعال این کهکشان که به بیرون ساطع می‌شوند ساخته شده‌اند.
این کهکشان دارای ۱۳ میلیارد جرم خورشیدی از هیدروژن می‌باشد که به نظر می‌رسد در جریان خنک‌کننده تحت تاثیر جاذبه محیط میان خوشه‌ای برساووش قرار می‌گیرد که هم هسته فعال این کهکشان را تغذیه می‌کند و هم سوخت و منابع مورد نیاز تعداد قابل توجی از ستاره‌های درحال شکل‌گیری را تأمین می‌کند.

## طیف‌سنجی

نمایه‌ای از ان جی سی ۱۲۷۵ در طول موج‌های مختلف

داده‌های پرتو ایکس از طیف‌سنج تصویربرداری سی سی دی پیشرفته چاندرا و داده‌های رادیویی از آرایه بسیار بزرگ رصدخانه ملی رادیویی آمریکا با طول موج‌های نوری در رنگ‌های قرمز، سبز و آبی از دوربین پیشرفته نقشه‌برداری هابل ترکیب شدند. در این تصویر تصویر ترکیبی، داده‌های پرتو ایکس به پوسته‌های ملایم بنفش بیرونی اطراف مرکز کمک می‌کنند. لوب‌های صورتی رنگ در اطراف مرکز کهکشان از فرکانس‌های رادیویی هستند. گسیل رادیویی، جت‌های ردیابی از سیاه‌چاله، حفره‌های اشعه ایکس را پر می‌کند. خطوط غبار، نواحی ستاره‌زایی، رشته‌های هیدروژنی، ستاره‌های پیش‌زمینه و کهکشان‌های پس‌زمینه، کمک‌های داده‌های نوری هابل هستند.

## نگارخانه

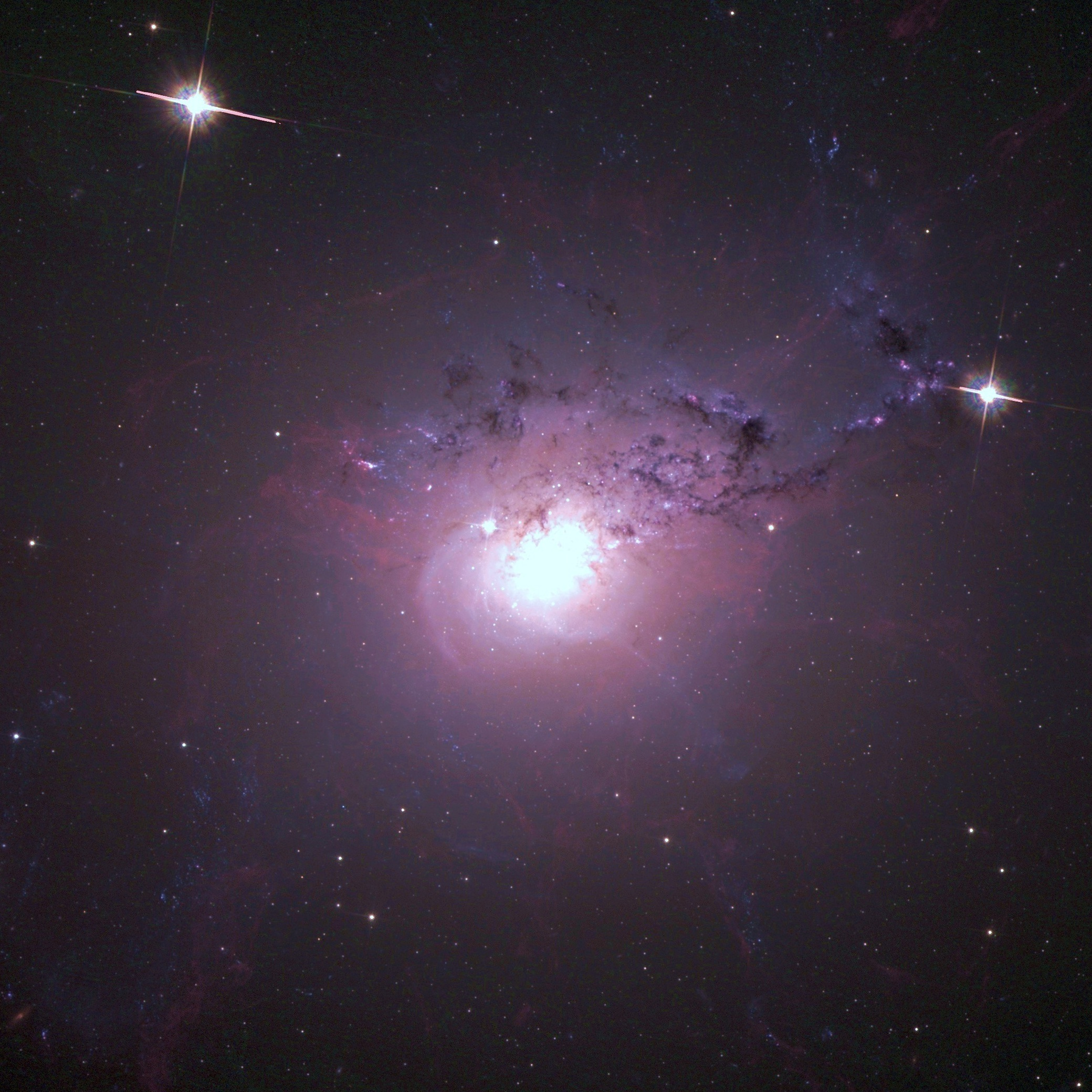